# June in December
June in December was een experimentele indierockband, bestaande uit leden die oorspronkelijk afkomstig waren uit Assen (Drenthe).
De band combineerde elementen van indierock, mathrock, hardcore, post-hardcore, screamo, jazz en popmuziek. De band dichtte haarzelf de genres  screamopop en indiecore toe. De sound werd gekenmerkt door vrouwelijke zang in contrast met screams, onder muzikale begeleiding van drums, bas, gitaar en piano. De muziek werd doorgaans als minder toegankelijk beschouwd dan conventionele rock- en popmuziek.

## Geschiedenis
June in December is in de lente van 2006 opgericht na het uiteenvallen van de band Desperation Inflatable. Met de toevoeging van een drummer en een screamer werd de samenstelling van June in December bewerkstelligt. Vier van de vijf leden zijn in Assen opgegroeid en kenden elkaar van de middelbare school.
De band won de Drentse Popprijs in 2007. Alle uitgaven werden in eigen beheer uitgebracht. Het grafisch ontwerp van de uitgaven werd verzorgd door screamer Lex Vesseur (evenals al het andere grafische ontwerp van de band) en gedrukt, en de hoesjes werden samengesteld door de overige bandleden.
Rariteiten van de band zijn onder andere songtitels, die met een paar uitzonderingen ('Bang! Cock' en 'You've Built Me A Cage') in geen enkele relatie staan tot de bezongen onderwerpen. De band vertaalde, verdraaide of verzon woordgrappen ('When Your Uncle Shaves Your Uncle'), speelde met fonetiek en vertaling ('Corntendon') of maakte gebruik van anagrammen ('Damn Best Hangover').
'Corntendon' is de debuut-ep van June in December. De vijf tracks zijn opgenomen in augustus 2007 in Studio Forte in Zwolle. Op vrijdag 25 januari 2008 vond de releaseparty plaats in Rockcafé de Docx, Assen met Noir (winnaar Groningse popprijs 2007) en Believe is a Doubt (finalist Grote Prijs van Nederland) als voorprogramma. 'Corntendon' werd positief beoordeeld door OOR en schopte het tot demo van de maand in FRET.

## Discografie
- June in December (demo, 2006)
- Corntendon (ep, 2008)

- MusicBrainz: c7e291b8-7fc0-488f-ba44-3ac37a2ff8f0